# CatchFish

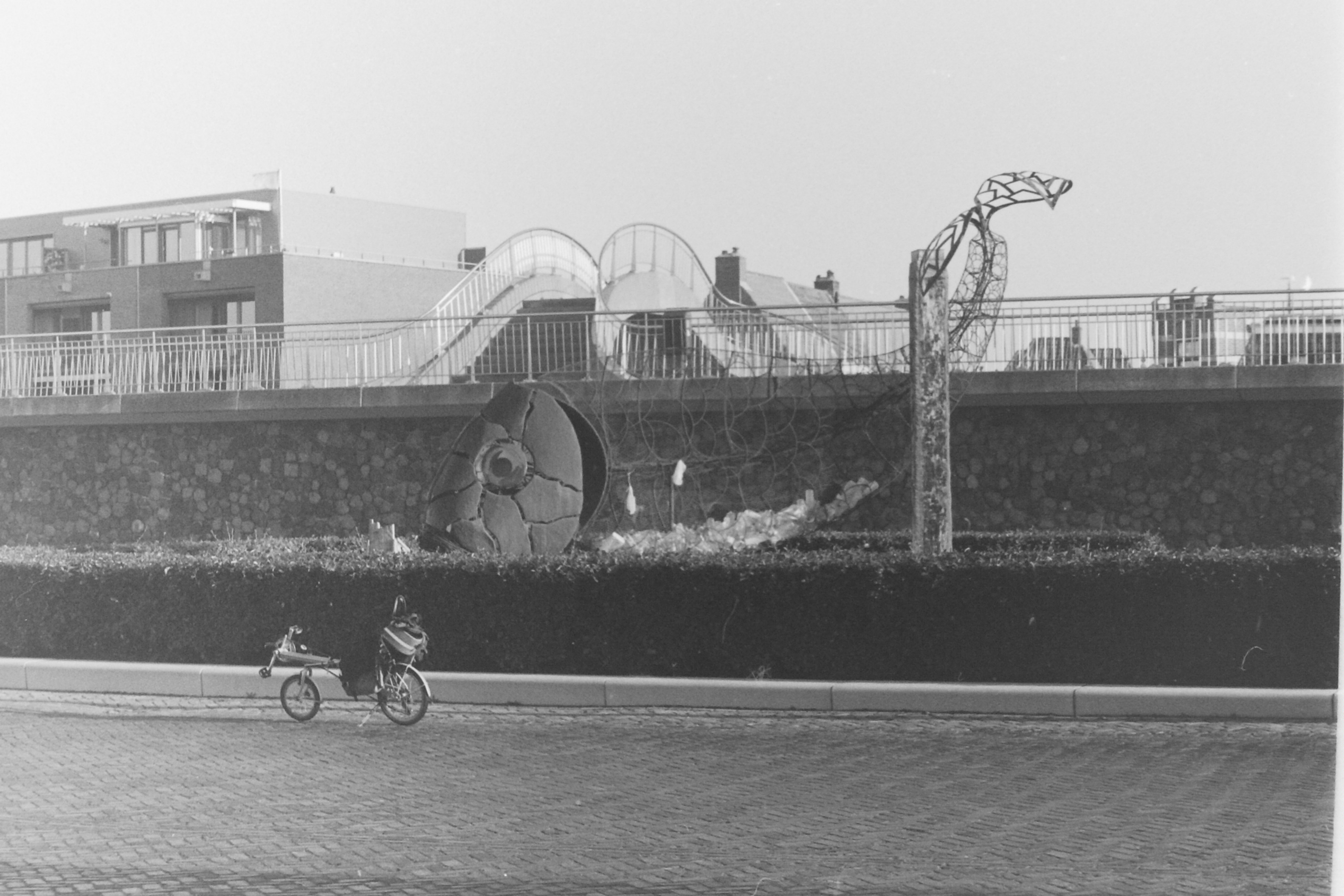
De CatchFish op de Nieuwe Willemskade in Harlingen

De CatchFish is een kunstwerk in de vorm van een grote vis bedacht door Suzanne Buis en gerealiseerd door het collectief CAKtwo. De vis gemaakt van cortenstaal, glas, betonijzer en meerpaal. In de buik van de vis kunnen petflessen gestopt worden. Het kunstwerk is bedoeld door bewustwording van het probleem van de plasticsoep en daartoe worden er ook educatieve acties rond de CatchFish georganiseerd.
De CatchFish heeft op diverse plaatsen langs de Nederlandse kust gestaan. Van juli 2020 tot 1 april 2021 stond hij bij Castricum aan Zee, van 1 april 2021 tot 13 april 2022 in IJmuiden en vanaf 14 april 2022 bij de Nieuwe Willemshaven in Harlingen.
In november 2022 bleek de vis te zijn leeggehaald, vermoedelijk vanwege het statiegeld op de flessen. Het kunstwerk werd op 3 december opnieuw gevuld  in een educatieve actie met kinderen en Pieten.